# Тальгайм (Саксонія)
Тальгайм (нім. Thalheim) — місто в Німеччині, розташоване в землі Саксонія. Входить до складу району Рудні Гори.
Площа — 10,92 км2. Населення становить 5968 ос. (станом на 31 грудня 2020).